# Gail Wooten
Gail Wooten (verheiratete Swart; * 1956) ist eine ehemalige neuseeländische Hürdenläuferin und Sprinterin.
1974 wurde sie bei den British Commonwealth Games in Christchurch Fünfte in der 4-mal-100-Meter-Staffel. Über 100 und 200 Meter erreichte sie jeweils das Halbfinale.
Bei den Commonwealth Games 1978 in Edmonton wurde sie Fünfte über 100 Meter Hürden und Vierte mit der neuseeländischen 4-mal-100-Meter-Stafette.
Viermal wurde sie Neuseeländische Meisterin über 100 Meter Hürden (1975, 1978–1980) und zweimal über 200 Meter (1972, 1974).

## Persönliche Bestzeiten
- 200 m: 23,88 s, 1. Dezember 1973, Christchurch
- 100 m Hürden: 13,77 s, 23. Januar 1975, Christchurch